# Nokaut miš
Nokaut miševi su genetički modifikovani miševi kod kojih su inaktivirani, ili „nokautirani“, geni putem zamene ili ometanjem veštačkim segmentom DNK. Gubitak aktivnosti gena često uzrokuje fenotipske promene, koje obuhvataju izgled, ponašanje i druge primetne fizičke i biohemijske karakteristike.
Nokaut miševi su važni životinjski modeli za studiranje uloge gena s ciljem određivanja njihovih funkcija. Putem inaktivacije specifičnog gena u mišu, i studiranja razlika u odnosu na normalno ponašanje ili fiziologiju, moguće je izvoditi zaključke o njihovim mogućim funkcijama.
Miševi su trenutno najsrodnije laboratorijske životinjske vrste sa ljudima na kojima su nokaut tehnike lako primenljive. Oni su u širokoj upotrebi u nokaut eksperimentima, a posebno u genetičkim istraživanjima čiji rezultati imaju moguću primenu na ljudsku fiziologiju. Genski nokaut pacova se mnogo teže izvodi, mada je postupak razrađen 2003.
Mario Kapeki, Martin Evans i Oliver Smitiz su kreirali prvog nokaut miša 1989, za što su nagrađeni Nobelovom nagradom za medicinu 2007.  Aspekti tehnologije za generisanje nokaut miševe, i sami miševi su zaštićeni patentima u mnogim zemljama od strane privatnih kompanija.

## Spoljašnje veze
- Kreiranje nokaut miševe
- Studiranje genske funkcije